# William Townley
William John Townley (ur. 14 lutego 1866, zm. 30 maja 1950 w Blackpoolu) – angielski piłkarz grający na pozycji napastnika. W swojej karierze rozegrał 2 mecze i strzelił 2 gole w reprezentacji Anglii.

## Kariera klubowa
Swoją karierę piłkarską Townley rozpoczął w klubie Blackburn Olympic. W 1886 roku przeszedł do Blackburn Rovers. W latach 1890 i 1891 zdobył z nim dwa Puchary Anglii. W 1894 roku odszedł z Blackburn Rovers do Darwen. W swojej karierze grał też w Manchesterze City (w sezonie 1896/1897).

## Kariera reprezentacyjna
W reprezentacji Anglii Townley zadebiutował 23 lutego 1889 roku w wygranym 4:1 meczu Mistrzostw Brytyjskich z Walią. W kadrze narodowej rozegrał łącznie 2 mecze i strzelił 2 gole.

## Kariera trenerska
Po zakończeniu kariery piłkarskiej Townley został trenerem. Prowadził takie kluby jak: DFC Prag, Karlsruher FV, SpVgg Fürth (czterokrotnie), Bayern Monachium (dwukrotnie), FC Sankt Gallen (dwukrotnie), SV Waldhof Mannheim, SC Victoria Hamburg, Hamburger SV, FSV Frankfurt, Eintracht Hanower i Arminia Hanower. Trzykrotnie jako trener został mistrzem Niemiec: dwukrotnie z SpVgg Fürth (1914, 1927) oraz jeden raz z Karlsruher FV (1910). Jako trener wygrał również: mistrzostwo Bawarii (z SpVgg Fürth w latach 1912, 1913), mistrzostwo Bawarii Południowej (z Bayernem w 1920 roku), Puchar Niemiec Południowych (z SpVgg Fürth w 1927 roku), mistrzostwo Niemiec Południowych (z SpVgg Fürth w 1931 roku) i mistrzostwo Niemiec Północnych (z Victorią Hamburg w 1933 roku).
W 1924 roku Townley był selekcjonerem reprezentacji Holandii, którą poprowadził na igrzyskach olimpijskich w Paryżu. Holandia zajęła na nich 4. miejsce.